# Stadtbefestigung Burg (bei Magdeburg)

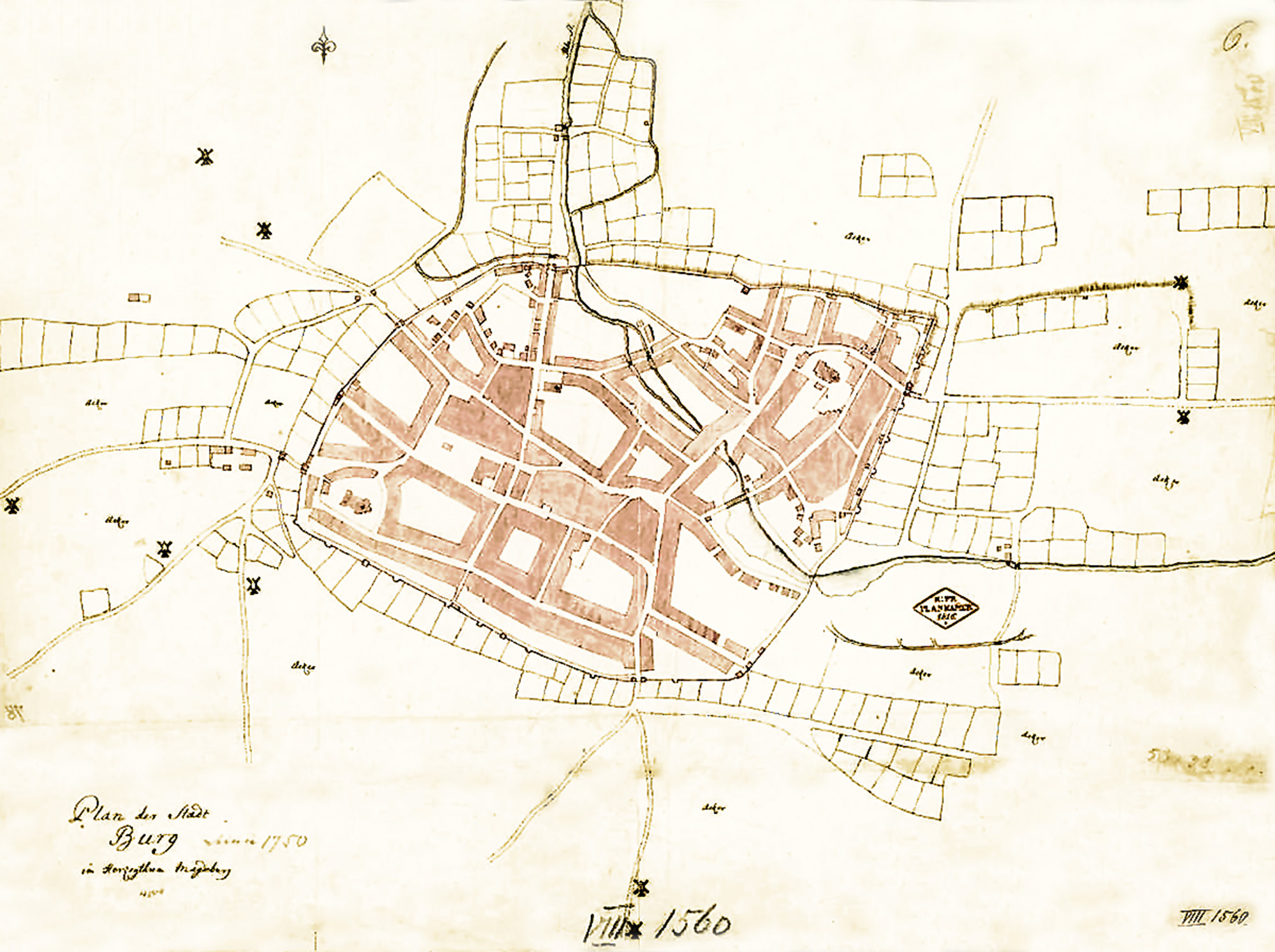
Stadtbefestigung Burg (b. M.), komplette Stadtmauer um 1750

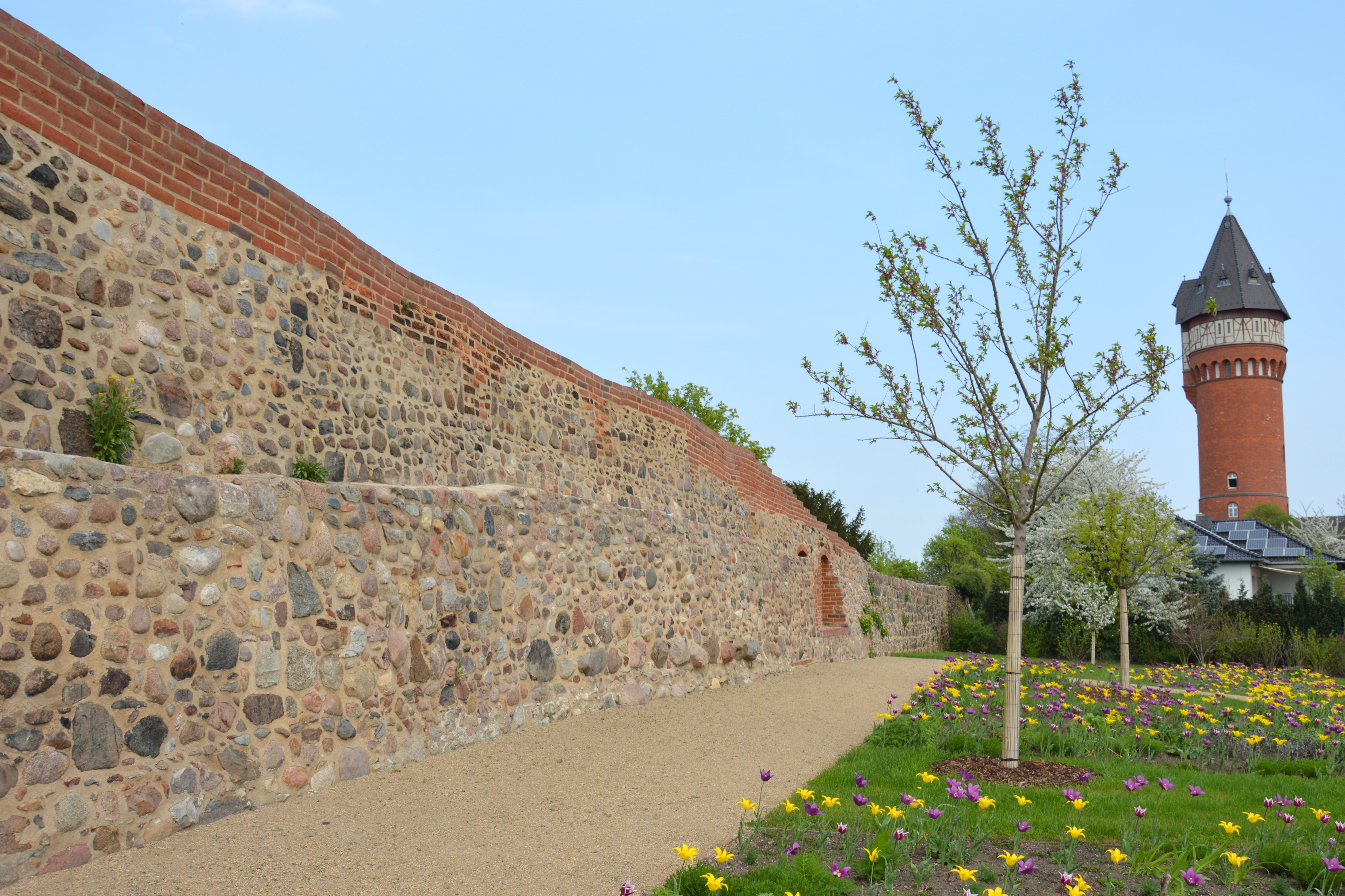
Stadtbefestigung Burg (b. M.), Stadtmauer am Weinberg 2018

Die Stadtbefestigung Burg (bei Magdeburg) ist die denkmalgeschützte historische Stadtbefestigung der Stadt Burg (bei Magdeburg) in Sachsen-Anhalt.

## Gestaltung und Geschichte
Wohl bereits im 10. Jahrhundert gab es für die Burger Oberstadt eine aus Palisaden bestehende Stadtbefestigung. In der ersten Hälfte des 13. Jahrhunderts wurde sie zu einer steinernen Stadtmauer umgebaut, wobei nun auch die Unterstadt einbezogen wurde. Im 19. Jahrhundert wurde die Stadtmauer dann aufgegeben. 1806 wurde das Berliner Tor, 1811 der Schartauer Torturm abgerissen, 1841/42 folgte der Zwinger des Zerbster Tors. Nach 1852 wurde die Stadtmauer weitgehend abgetragen.
Allerdings blieben mehrere Teile erhalten, die heute als Einzeldenkmale unter Denkmalschutz stehen. So blieben im nördlichen Teil an der Bethanien- und Nordstraße Fragmente erhalten. Außerdem sind auch noch mehrere Türme wie der Hexenturm, der Freiheitsturm und der Berliner Turm vorhanden.